# Kinh tế Thụy Sĩ
Kinh tế Thụy Sĩ là một trong những nền kinh tế ổn định nhất trên thế giới. Chính sách an ninh tiền tệ và giữ kín bí mật ở ngân hàng làm cho Thụy Sĩ trở thành một địa điểm an toàn cho các nhà đầu tư. Do đất nước có diện tích nhỏ và chuyên môn hóa cao trong lao động, nên ngành công nghiệp và thương mại là các nhân tố chìa cho nền kinh tế Thụy Sĩ.
Thụy Sĩ là nước có mức sống cao, với GDP bình quân đầu người là 98.000 USD. Thụy Sĩ cũng là thành viên của nhiều tổ chức thương mại như OECD, WTO, EFTA, JEC.

## Xu hướng kinh tế vĩ mô
Dưới đây là biểu đồ xu hướng tăng GDP của Thụy Sĩ theo giá cả thị trường được ước tính bởi Quỹ tiền tệ quốc tế, đơn vị tính là triệu Francs Thụy Sĩ.
| Năm  | Tổng sản phẩm GDP | Trao đổi USD |
| ---- | ----------------- | ------------ |
| 1980 | 183'077           | 1.67 Francs  |
| 1985 | 242'045           | 2.43 Francs  |
| 1990 | 327'584           | 1.38 Francs  |
| 1995 | 372'250           | 1.18 Francs  |
| 2000 | 415'529           | 1.68 Francs  |
| 2005 | 456'859           | 1.24 Francs  |
| 2006 | 471'781           | 1.25 Francs  |